# Macbeth (opera)
Macbeth je opera v štirih dejanjih (devetih slikah) Giuseppeja Verdija. Besedilo je po istoimenski tragediji Williama Shakespeareja napisal Francesco Maria Piave, kasneje ga je popravil še Andrea Maffei. Krstna predstava je bila 14. marca 1847 v Teatro della Pergola v Firencah. Naslovno vlogo je na krstni predstavi pel baritonist Felice Varesi, dirigent je bil skladatelj.
Na odru ljubljanske Opere so opero izvedli v sezoni 1962/1963, in sicer v prevodu Mitje Šarabona, režiji Hinka Leskovška in pod dirigentskim vodstvom Demetrija Žebreta. Naslovno vlogo sta pela France Langus in Samo Smerkolj.

## Osebe
- Macbeth, vojskovodja škotskega kralja - bariton
- Lady Macbeth, njegova žena - mezzosopran
- Banquo, vojskovodja škotskega kralja - bas
- Macduff, škotski plemič - tenor
- Malcolm, kraljev sin - tenor
- Duncan, škotski kralj - nema vloga
- Komornica lady Macbethove - mezzosopran
- Fleance, Banquov sin - nema vloga
- Zdravnik - bas
- Macbethov služabnik - bas
- Morilec - bas
- Tri prikazni - sopran, alt in bas
- Čarovnice, kraljevi odposlanci, škotski plemiči in ubežniki, morilci, angleški vojaki, bardi, služabniki, zračni duhovi in prikazni.

## Vsebina
Dogaja se v 11. stoletju na Škotskem.

### Prvo dejanje

#### Prva slika
Škotskima plemičema Macbethu in Banquu čarovnice v samotni pušči prerokujejo, da bo eden nekoč postal kralj, drugi pa kraljičin oče. Kraljevi poslanci nato sporočijo, da so obglavili Thana Cawdorskega kot upornika in da je zdaj kralj izbral Macbetha za svojega naslednika. Izbranec se zaveda, da je mogoče priti do najvišje oblasti le s krvjo in z zločini.  

#### Druga slika
Lady Macbeth izve iz pisma svojega moža o tisti prerokbi in njeno častihlepje ji ne da več miru. Ko ji še Macbeth pove, da bo na njuni graščini prenočil kralj Duncan, skuša pregovoriti soproga, naj bi gosta ob tej priložnosti umoril. Macbeth se strinja s krvavim načrtom in gosta ponoči res zabode. Lady spretno zakrije zločin tako, da položi bodalo v roke spečima čuvajema in jima poškropi obleko s krvjo. Naslednje jutro odkrije Macduff gnusni zločin.

### Drugo dejanje

#### Prva slika
Duncanov sin Malcolm je pobegnil na Angleško in s tem nehote obrnil sum nase, češ da je bil morilec. Vznemirjena zaradi prerokbe, da bo nemara Banquov rod deležen kraljevske časti, skleneta Macbeth in lady umoriti tudi njega in njegovega sina. 

#### Druga slika
Morilci napadejo ponoči v grajskem parku Banqua in njegovega sina. Oče v resnici v boju pade, Fleance pa zbeži. 

#### Tretja slika
Macbeth je postal škotski kralj in pri slavnostnem kosilu mu sporočijo o Banquovi smrti in Fleanceovem pobegu. Resničnemu krivcu se prikaže duh umorjenega in prestrašeni Macbeth se pred vsemi zgrudi. Slaba vest ga toliko izmuči, da se začne sam obtoževati svojih grehov. Edina rešitev zanj bi bila, ko bi našel spet čarovnice, ki bi mu prerokovale zdaj boljšo nadaljnjo usodo.

### Tretje dejanje
Macbeth pride v jazbino med čarovnice in zahteva, da mu spet povedo o njegovi prihodnosti. Čarovnice mu oznanijo, da bo vladal vse dotlej, dokler ne bo birnamski gozd nastopil proti njemu, kralja pa bi mogel umoriti le tisti, ki ga ni rodila ženska. Tedaj se mu se prikaže prikazen osmerih kraljev in kot zadnji med njimi je Banquo. Macbeth plane z mečem nad prikazen in jo hoče pobiti, vendar pri tem omahne in omedli. Takega zbudi kraljica.

### Četrto dejanje

#### Prva slika
Ob škotski meji se zbirajo ubežniki pred Macbethovimi grozodejstvi in izberejo Macduffa in Malcolma za svoja voditelja. Slednji zapove vojakom, naj si pred bitko vsak odlomi vejo iz birnamskega gozda in si jo zatakne kot ščit. Macbethova usoda se tako zdi zapečatena.

#### Druga slika
Skesana in obupana lady Macbeth blodi ponoči po gradu. Vonj po krvi jo tako nemilostno zasleduje, da se s svečo v roki zateče k Macbethu. Njena zmedena pripoved ga še bolj razburi. 

#### Tretja slika
Macbeth zaupa v prerokbo in sklene zato tvegati bitko. Toda na bojišču ga tako mučita strah in nemir, da ostane ravnodušen celo ob sporočilu o materini smrti. Glasnik mu sporoči, da stopa proti bojišču sam birnamski gozd in prestrašeni Macbeth res zagleda, da nosijo nasprotniki pred seboj zelene veje. Da bi preprečil pokol, izzove škotski plemič Macduff osovraženega Macbetha na dvoboj, ki naj odloči o zmagi. Tega izzivalca res ni rodila ženska, saj so ga bili ob rojstvu izrezali iz telesa njegove umirajoče matere. Prerokba se v celoti izpolni in Macduff zmaga. Vojski slavita Malcolma kot novega kralja in pozdravita osvoboditev Škotske Macbethove strahovlade.

## Glasbeni primer
- Arija Macbetha iz četrtega dejanja